# Nivaldo Prieto
Nivaldo Giacopini Prieto (Cambé, 31 de julho de 1965), mais conhecido como Nivaldo Prieto é um jornalista, apresentador e locutor esportivo brasileiro. Atualmente trabalha para o serviço de streaming Paramount+.
Trabalhou nas rádios Antena 1, Metropolitana, Transamérica, Musical e Multishow, e nos canais de televisão SBT, Cultura, Globo, RecordTV, Band, Fox Sports e mais recentemente na ESPN.

## Biografia
No começo da carreira, foi repórter e apresentador de programas de notícias gerais, chegando, inclusive, a apresentar o programa Fantástico, da Rede Globo, em 1985. Foi o mais jovem locutor de chamadas da história, permanecendo na emissora até 1991, quando foi para a TV Cultura. Porém, logo após o massacre dos presos no Carandiru, em 1992, percebeu que deveria se dedicar a algum assunto mais leve e pediu transferência para o Jornalismo Esportivo.
Em 1994, foi para a TVA Esportes (atual ESPN Brasil), onde permaneceu até 1997. Em 1996, esteve também na equipe esportiva do SBT.
No segundo semestre de 1997, fez a sua primeira passagem pela Rede Bandeirantes, como segundo locutor apenas atrás de Luciano do Valle, lá permanecendo até o início de 2002, mesmo ano em que começou a narrar para a Rede Record. Em 2005, de volta à TV Cultura, reforçou a equipe do canal tanto como locutor quanto como comentarista em programas esportivos.
No final daquele ano, retornou à Band como locutor e apresentador do Esporte Total. Também fez comentários nos programas da casa, como o Terceiro Tempo, o São Paulo Acontece e o Jogo Aberto.
Cobriu diversos eventos esportivos: três Copas do Mundo de Futebol todas pela Band: de 1998 na França, 2010 na África do Sul. No Mundial de 2014 no Brasil, narrou entre vários jogos importantes a disputa de 3.º lugar entre Brasil e Holanda. Ali, foi a primeira vez em que Prieto narrou um jogo do Brasil em Copas do Mundo. Também fez três edições dos Jogos Olímpicos: narrou as Olimpíadas de Atlanta 1996 pelo SBT, pela Band esteve em Sydney 2000 e em Pequim 2008. Na Band, narrou provas da Fórmula Indy, partidas da Liga Mundial, Grand Prix, Copa do Mundo de Futsal de 2008 e de 2012, Copa do Mundo de Futebol Feminino e Amistosos Internacionais da Seleção Brasileira Feminina, Mundial Sub-17 e Mundial Sub-20, Eurocopa, Jogos Olímpicos de Inverno e jogos do Campeonato Brasileiro de Futebol, entre outros. Também desenvolveu a carreira de dublador e de locutor publicitário, associando sua voz a campanhas do Ponto Frio, Banco Safra e outros anunciantes. Em 2014, assumiu o comando das narrações da Fórmula Indy na Band e no BandSports ao lado de Felipe Giaffone. Anunciou sua saída do Grupo Bandeirantes em dezembro de 2014.
Em 25 de março de 2015, assina contrato com o canal esportivo Fox Sports para ser o principal narrador da emissora em seus eventos esportivos, em especial os Jogos Olímpicos de 2016. Estreou no canal por assinatura em 1.º de abril de 2015 narrando um jogo da Copa Libertadores da América entre San Lorenzo e São Paulo e foi apresentador do extinto programa Boa Noite Fox, comandando atualmente o A Última Palavra. Pela Fox, narrou a final da Copa do Brasil de 2015 entre Palmeiras e Santos, além de jogos do Campeonato Espanhol e do Campeonato Italiano, em 2016, foi o narrador dos jogos do Palmeiras na Copa Libertadores, em 2017, narrou a final da Copa do Brasil entre Cruzeiro e Flamengo, e em 2018, narrou a Recopa Sul-Americana entre Grêmio e Independiente da Argentina. 
No fim de 2022, deixou os Grupo Disney, migrando para a Paramount Global, onde irá trabalhar como narrador no streaming do grupo.

### Primeira narração da Seleção Brasileira na Copa de 2014
Na Copa do Mundo de 2014, Prieto narrou pela primeira vez na sua carreira um jogo da Seleção Brasileira em copas do mundo. Foi na Band, no 3 x 0 da Holanda, na disputa de terceiro lugar. Na Copa do Mundo de 2018, foi o narrador dos jogos do Brasil no Fox Sports.

### Carreira como dublador
Ao lado do comentarista Paulo Vinicius Coelho, Nivaldo Prieto narrou os jogos da série FIFA em suas versões 07, 08, 09 e 10 no idioma português brasileiro.

### Prêmios
| Ano  | Prêmio                                                                     | Categoria                | Resultado | Ref.   |
| ---- | -------------------------------------------------------------------------- | ------------------------ | --------- | ------ |
| 1996 | Troféu ACEESP (Associação dos Cronistas Esportivos do Estado de São Paulo) | Revelação de TV          | Venceu    | [ 14 ] |
| 2012 | Troféu ACEESP (Associação dos Cronistas Esportivos do Estado de São Paulo) | Narrador(a) de TV Aberta | Indicado  | [ 15 ] |

### Vida Pessoal
Casado com Andreia Oliveira desde 2008, tem um filho chamado Gustavo Prieto. O namoro de Nivaldo com a cantora Syang, em 2006, ganhou as páginas das revistas de fofoca.